# Квашнін Анатолій Васильович

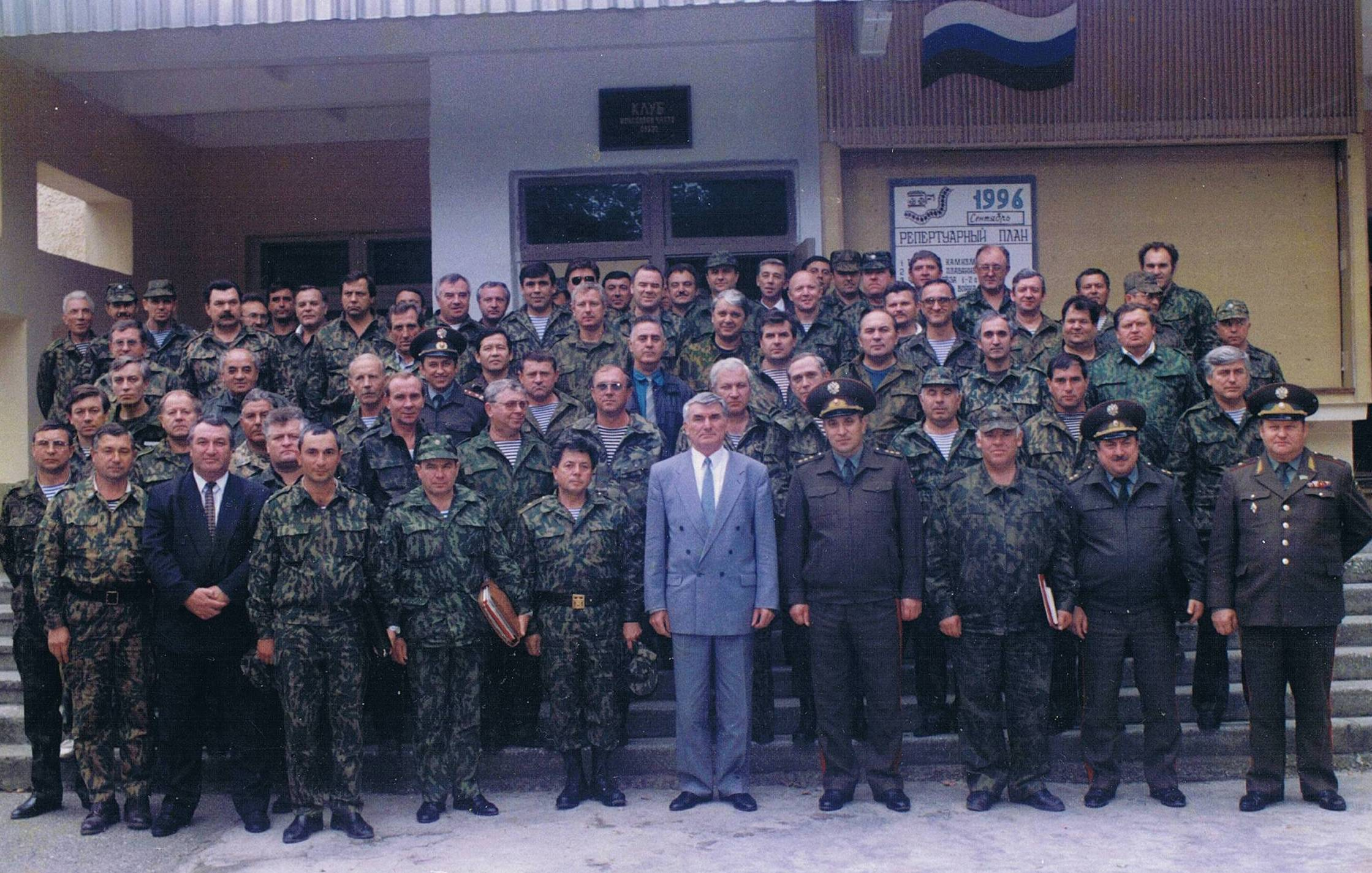
На військовому зборі глав районів Адигеї та Кубані в 9-й мсд .1996. Майкоп. У центрі Президент РА Аслам Джаримов правіше генерали: Командувач військами СКВО Анатолій Квашнін, заступники командувача військ СКВО Віктор Казанцев, Леонід Шатворян, Олександр Дорофєєв.

Анатолій Васильович Квашнін (15 серпня 1946 , Уфа  — 7 січня 2022 , Москва ) — російський державний і військовий діяч. Начальник Генерального штабу Збройних Сил Російської Федерації — перший заступник Міністра оборони Російської Федерації (1997—2004). Повноважний представник президента Російської Федерації у Сибірському федеральному окрузі (2004—2010). Герой Російської Федерації (1999). Генерал армії (1997), дійсний державний радник Російської Федерації 1 класу (2004), доктор військових наук (2004).

## Біографія

### Походження
Анатолій Васильович Квашнін народився 15 серпня 1946 року в сім'ї військовослужбовця у місті Уфі Башкирської АРСР Російської РФСР (нині Башкортостан). Батько, Квашнін Василь Йосипович, ветеран німецько-радянської війни, в 1941 році пов'язав свою долю з армією, а в 1973-у — в званні підполковника був звільнений у запас. Мати, Квашніна Любов Петрівна, народилася в сім'ї робітників, працювала вихователькою у дитсадках за місцем служби чоловіка.
З 1960 року Анатолій Квашнін жив у селі Кірове Мішкинського району Курганської області. У 1964 році закінчив середню школу № 1 у місті Далматово Курганської області.
У 1964 році вступив на автотракторний факультет Курганського машинобудівного інституту. Навчання в інституті поєднував з активним заняттям велоспортом, виступаючи на обласних та всеросійських змаганнях. Курс військової підготовки осягав на військовій кафедрі інституту та на табірному зборі, що проходив на базі 78-ї навчальної мотострілецької дивізії Уральського військового округу у липні-серпні 1968 року. Тут він склав присягу, а 22 травня 1969 року студенту 5-го курсу КМІ Анатолію Квашніну наказом міністра оборони СРСР було присвоєно військове звання «інженер-лейтенант». У червні 1969 року закінчив автотракторний факультет Курганського машинобудівного інституту із дипломом інженера-механіка за спеціальністю «Автомобільний транспорт».
1976 року Анатолій Квашнін закінчив Військову академію бронетанкових військ імені Маршала Радянського Союзу Р. Я. Малиновського з відзнакою, а в 1989-у — також з відзнакою — Військову академію Генерального штабу Збройних Сил СРСР імені К. Є. Ворошилова. Кандидат соціологічних наук (1997), доктор військових наук (2004), член-кореспондент Російської академії ракетно-артилерійських наук (2000).

### Військова служба
У липні 1969 року був призваний до Радянської Армії терміном на два роки як випускник вищого навчального закладу з військовою кафедрою. У серпні 1969 року лейтенант Анатолій Квашнін прибув до Душанбе у 201-у мотострілецьку дивізію Туркестанського військового округу, де був призначений у 401-й танковий полк заступником командира танкової роти з технічної частини. Вже 26 грудня 1969 року був призначений командиром танкової роти. У 1971 році після закінчення терміну призову по рапорту (власне бажання) продовжив службу, був зарахований до кадрового офіцерського складу Радянської Армії та призначений заступником командира танкової роти з технічної частини (Туркестанський військовий округ).
У серпні 1973 року направлений на навчання у Військову академію бронетанкових військ імені Маршала Радянського Союзу Р. Я. Малиновського, 1976 року закінчив академію з відзнакою. З червня 1976 року служив начальником штабу, заступником командира 360-го танкового полку 18-ї гвардійської мотострілецької дивізії в Центральній групі військ (місто Страж-під-Ральскем, Чехословаччина). З серпня 1978 року — командир 360-го танкового полку. З лютого 1981 року — начальник штабу — заступник командира 31-ї танкової дивізії 28-го армійського корпусу Центральної групи військ. З липня 1982 року — командир 78-ї танкової дивізії Середньоазіатського військового округу (м. Аягуз, Семипалатинська область, Казахська РСР). У 1987 році знову продовжив навчання в академії.
1989 року закінчив Військову академію Генерального штабу Збройних Сил СРСР імені К. Є. Ворошилова з відзнакою. З липня 1989 року — перший заступник командувача 28-ї загальновійськової армії (Гродно, Білоруський військовий округ). З 7 травня по 24 серпня 1992 року — командувач 7-ї Червонопрапорної танкової армії Збройних Сил Республіки Білорусь, м. Борисов. З серпня 1992 року — заступник, а з лютого 1993-у — перший заступник начальника Головного оперативного управління Генерального штабу Збройних сил Російської Федерації.
З початком першої російсько-чеченської війни перебував у зоні бойових дій, де після усунення через некомпетентність командувача Об'єднаного угруповання російських військ генерал-полковника Олексія Мітюхіна добровільно зголосився очолити це угруповання. З 20 грудня 1994 року по 31 січня 1995 року — командувач Об'єднаного угрупування російських військ у Чеченській республіці.
Про обставини цього призначенгя Міністр оборони Російської Федерації генерал армії Павло Грачов згадував так::

Сталося так, що деякі генерали — мої помічники, заступники — з різних причин відмовилися або не змогли очолити угруповання, вести бойові дії. Не хочу називати їхні прізвища… Тому я вдячний тому ж генералу армії Квашніну, який тоді підійшов до мене і сказав: «Товаришу міністр, якщо ви дозволите, я готовий взяти на себе командування…»

З лютого 1995 року — командувач військами Північно-Кавказького військового округу. З 23 травня 1997 року — виконуючий обов'язки начальника, з 19 червня 1997 року — начальник Генерального штабу Збройних Сил Російської Федерації — перший заступник міністра оборони Російської Федерації. 25 листопада 1997 року указом Президента Російської Федерації Анатолію Квашніну присвоєно військове звання генерал армії.
У 1999 році Квашнін керував у Дагестані бойовими діями проти чеченських військових формувань. Закритим указом президента Бориса Єльцина від 27 жовтня 1999 року Анатолій Квашнін був удостоєний звання Героя Російської Федерації з врученням медалі «Золота Зірка». Як сказано у нагородному формулярі — «за успішне виконання завдань зі знищення незаконних збройних формувань у Північно-Кавказькому регіоні та виявлені при цьому мужність та героїзм».
Крім того, в 1999 році брав участь у плануванні операції батальйону російських Повітряно-десантних військ для взяття під контроль аеропорту Сплатіна в Косово. Метою операції було недопущення вторгнення сухопутних сил НАТО до Косово.
З червня 2000 року до 2004 року він одночасно входив до складу Ради безпеки РФ, а з травня 2001 року — до Державної комісії з хімічного роззброєння.
10 квітня 2003 року Анатолій Квашнін як начальник Генерального штабу Збройних сил Росії повідомив про виведення російських миротворців з Косово, Квашнін заявив, що кошти в розмірі 26,9 млн доларів, щорічно витрачаються на утримання російського миротворчого контингенту на Балканах, підуть на внутрішні потреби армії.
19 липня 2004 року був звільнений з посади начальника Генерального штабу та зарахований у розпорядження Міністра оборони Російської Федерації. У вересні 2004 року звільнений у запас. З 15 серпня 2011 року у відставці.
За повідомленням інформаційного агентства «Башінформ», Анатолій Квашнін здійснив найвище кар'єрне зростання в історії Збройних сил СРСР / ЗС Росії серед випускників цивільних ЗВО, пройшовши всі щаблі армійських посад від заступника командира танкової роти до начальника Генерального штабу — першого заступника міністра оборони Російської Федерації.

### Громадська служба
З 9 вересня 2004 по 9 вересня 2010 — Повноважний представник президента Російської Федерації в Сибірському федеральному окрузі.
У грудні 2004 року Анатолію Квашніну було присвоєно чин дійсного державного радника Росії 1-го класу. Входив до Ради при президентові РФ з реалізації пріоритетних національних проєктів та демографічної політики.
У вересні 2010 року його було звільнено з посади повпреда президента.
У 2000—2010 роках Анатолій Квашнін входив до Ради Безпеки Російської Федерації.
З серпня 2013 до 2015 року був головою Наглядової ради Асоціації малої та регіональної авіації «Авіасоюз».
З переходом на цивільну службу Анатолій Васильович Квашнін з дружиною Наталією Петрівною Квашніною переїхали на проживання до Новосибірська.

### Хвороба та смерть
У грудні 2021 року Анатолій Квашнін захворів на коронавірус COVID-19, потім його стан погіршувався, і 6 січня 2022 року його перевезли до Головного військового клінічного госпіталю імені М. М. Бурденка у Москві, де в ніч на 7 січня 2022 року він помер від інфаркту.

## Військові звання

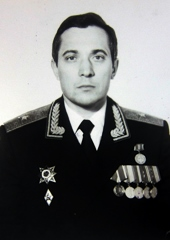
Командир 78-ї танкової дивізії генерал-майор Анатолій Квашнін. (Фото 1984—1987 рр.)

- інженер-лейтенант (22 травня 1969)
- старший лейтенант-інженер (серпень 1971)
- капітан (жовтень 1974)
- майор (жовтень 1977)
- підполковник (лютий 1980)
- полковник (червень 1982)
- генерал-майор (15 жовтня 1984)
- генерал-лейтенант (18 лютого 1993)
- генерал-полковник (22 лютого 1995 р.)
- генерал армії (25 листопада 1997 р.), у відставці з 15 серпня 2011 року.

## Нагороди, почесні звання та відзнаки

### СРСР та Росія
Під час служби Анатолій Квашнін був нагороджений такими державними, відомчими та громадськими нагородами:
- Герой Російської Федерації (27 жовтня 1999 року, медаль «Золота Зірка» № 505)
- Орден «За заслуги перед Батьківщиною» ІІ ступеня (14 вересня 2010 року)
- Орден «За заслуги перед Батьківщиною» III ступеня (19 липня 2004 року) — за великі заслуги у зміцненні обороноздатності країни та багаторічну сумлінну службу[17][18].
- Орден «За заслуги перед Батьківщиною» IV ступеня (2001)[19]
- Орден Олександра Невського (3 жовтня 2016 року) — за заслуги у зміцненні обороноздатності країни, високі досягнення у громадській діяльності та велику роботу із соціальної підтримки ветеранів та патріотичного виховання молоді[20]
- Орден Мужності
- Орден Пошани (21 серпня 2006 року) — за заслуги у зміцненні російської державності та багаторічну сумлінну службу[21][22]
- Орден «За службу Батьківщині у Збройних Силах СРСР» ІІІ ступеня (8 січня 1980 року)
- Медаль «На згадку про 850-річчя Москви»
- Медаль «За заслуги у проведенні Всеросійського перепису населення»
- Ювілейна медаль «За військову звитягу. На ознаменування 100-річчя від дня народження Володимира Ілліча Леніна» (квітень 1970 року)
- Медаль «Ветеран Збройних Сил СРСР»
- Медаль «За освоєння цілинних земель»
- Ювілейна медаль «50 років Збройних Сил СРСР»
- Ювілейна медаль «60 років Збройних Сил СРСР»
- Ювілейна медаль «70 років Збройних Сил СРСР»
- Медаль «Учаснику марш-кидка 12 червня 1999 р. Боснія-Косово» з нейзильбера за № 1 (2000 рік, Міністерство оборони Російської Федерації)[23]
- Медаль «За військову звитягу» 1 ступеня
- Дві медалі «За зміцнення бойової співдружності»
- Медаль «За старанність під час виконання завдань інженерного забезпечення»
- Орден святого благовірного князя Данила Московського (РПЦ, 2000).)[24].
- Орден Миколи Чудотворця «За примноження добра на Землі» (Фонд міжнародних премій[25])
- Іменна кавказька шашка зі срібною насічкою від вдячного дагестанського народу

### Іноземні нагороди
- Офіцер ордена Почесного легіону (Франція, 2004 рік) — за значний внесок у зміцнення російсько-французького військового та військово-технічного співробітництва[26].
- Орден Зірки Югославії 1-го ступеня (Союзна Республіка Югославія, 1999 рік)

### Чини, ступеня, почесні звання
- Класний чин — дійсний державний радник Російської Федерації 1 класу (20 грудня 2004 року)
- Доктор військових наук (2004 рік)
- Кандидат соціологічних наук (1997 рік)
- Почесний працівник вищої професійної освіти України
- Почесний громадянин міста Махачкали (1 березня 2000)[27][28]
- член-кореспондент Російської академії ракетних та артилерійських наук

## Оцінки
Геннадій Трошев, генерал-полковник, Герой Росії у своїх спогадах «Моя війна. Чеченський щоденник окопного генерала» дав таку оцінку своєму соратникові:

Квашнін не вписувався в традиційне поняття цього слова («піджак» — офіцер, який прийшов на службу з цивільного ЗВО, у кого за плечима одна військова кафедра). Людині, яка з боку спостерігає його на службі, і не могло спасти думку, що цей офіцер в армії опинився завдяки випадковому збігу обставин. Він настільки органічно вписався у військову дійсність із усіма її «заморочками», складнощами, нюансами, що оточуючі забували про його «піджачне походження». Анатолій Васильович із перших днів служби став військовою людиною. Отже, була в ньому, як то кажуть, армійська кісточка. Але найімовірніше це виявилася потужна особистість-самородок. Завдяки особливому таланту, не маючи базової військової освіти, зміг швидко осягнути всі секрети специфічної командирської роботи. …Якщо спробувати виділити головні штрихи у «портреті» Квашніна, я б насамперед відзначив військові успіхи в чеченських кампаніях, які недарма пов'язують із цією людиною: він справді державний мужик, державник. Багато в чому саме завдяки його рішучості підбадьорилася армія після пережитого приниження у 1996 році. Та й увесь світ почав по-іншому дивитися на нас. Згадайте відчайдушний і шокуючий натовців рейд наших десантників у Косово: це його ідея.
— Геннадій Трошев. «Моя війна. Чеченський щоденник окопного генерала», спогади, книга
Водночас багато учасників подій, пов'язаних зі штурмом Грозного під час Першої чеченської кампанії вважають саме Квашніна відповідальним за поразку російських військ та великі втрати особового складу та техніки.

«Конкретне завдання щодо введення військ у місто, маршрутів руху та взаємодії ставив генерал-полковник Квашнін А. В.»
— з листа Генерального прокурора Російської Федерації Скуратова Ю. І. Голові Державної Думи Російської Федерації Селезньову Г. М. № 1-ГП-7-97 ОТ 15.01.1997 р.:

25 грудня полком було отримано бойове завдання. Завдання ставилося дуже цікаво. Командувач угрупуванням наносив наше завдання на карту простим олівцем, після чого ми повинні були запам'ятати її, і вона віддалялася з карти. Командувач попередив, що все робиться у суворій таємниці. Нам стало відомо, що ми діємо на напрямі головного удару
— командир 81-ї мсп 90-ї тд полковник А. Ярославцев, з фільму "Новий рік 81-го полку"

## Родина
Дружина Квашніна Наталія Петрівна, народилася в селі Кірово Курганської області. У 2000—2002 роках. працювала заступником начальника департаменту роботи з підприємствами військово-промислового комплексу ФГУП «Державна інвестиційна корпорація» (Держінкор). У 2002—2007 роках обіймала посади заступника генерального директора з розвитку ТОВ "Страхова компанія «Оранта» та заступника генерального директора пенсійного фонду «Промрегіонзв'язок». -президент з розвитку та взаємодії з громадськими організаціями та державними органами влади Некомерційного партнерства "Міжрегіональна некомерційна організація будівельників «СИБІР».

Старший син — Квашнін Олександр Анатолійович, народився 1 квітня 1973 р. у Душанбе. Після проходження військової служби у прикордонних військах захопився автоперегонами. Дебютував 1998 р. в автокросі на УАЗах. Чемпіон Росії та Європи з автокросу. Молодший син — Квашнін Сергій Анатолійович, народився 12 червня 1975 р. Автогонщик виступає за команду ProtechMSport — ЦСКА.